# 普莱斯科普
普莱斯科普（法語：Plescop，法語發音：[plɛskɔp]）是法国莫尔比昂省的一个市镇，位于该省南部，省会瓦讷西北，属于瓦讷区。

## 地理
普莱斯科普（47°41'56"N, 2°48'22"W）面积23.35 平方千米，位于法国布列塔尼大區莫尔比昂省，该省份为法国西北部沿海省份，位于布列塔尼半岛南部，北起阿摩尔滨海省、西接菲尼斯泰尔省，南濒大西洋，东南接大西洋卢瓦尔省，东临伊勒-维莱讷省。
与普莱斯科普接壤的市镇（或旧市镇、城区）包括：格朗尚、默孔、圣阿韦、瓦讷、普莱朗、普卢古默朗、普吕讷雷特、普吕梅尔加。

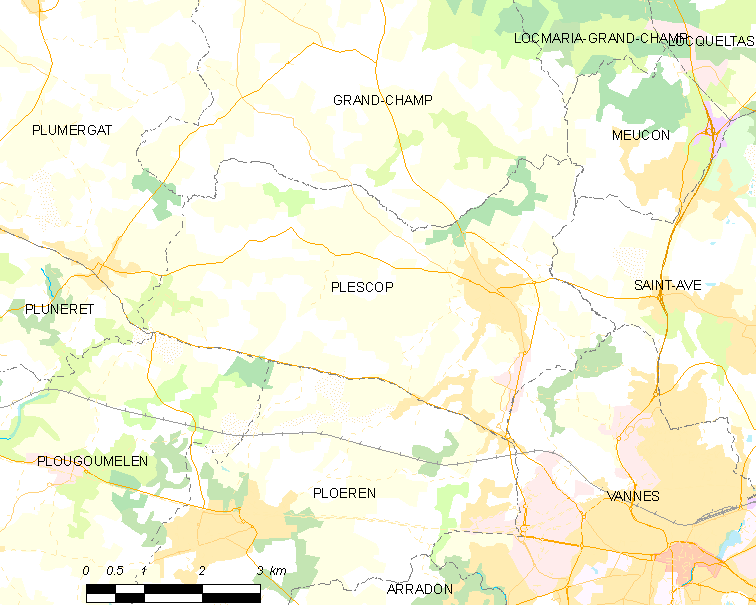
普莱斯科普的OSM定位图

普莱斯科普的时区为UTC+01:00、UTC+02:00（夏令时）。

## 行政
普莱斯科普的邮政编码为56890，INSEE市镇编码为56158。

## 政治
普莱斯科普所属的省级选区为瓦讷第二县。

## 人口

1962-2008年间普莱斯科普人口变化图示

普莱斯科普于2022年1月1日时的人口数量为6200人。